# Bulbophyllum petiolare
Bulbophyllum petiolare är en orkidéart som beskrevs av George Henry Kendrick Thwaites. Bulbophyllum petiolare ingår i släktet Bulbophyllum och familjen orkidéer.
Artens utbredningsområde är Sri Lanka. Inga underarter finns listade i Catalogue of Life.